# Geophis tectus
Geophis tectus là một loài rắn trong họ Rắn nước. Loài này được Savage & Watling mô tả khoa học đầu tiên năm 2008.